# Bruce Randall
Bruce Randall (* 1946/1947; † 2. Februar 2000) war ein US-amerikanischer Basketballtrainer.

## Leben
Randall war als Jugendlicher Leichtathlet im Bereich Sprint. Ab 1968 studierte er am Cypress College im US-Bundesstaat Kalifornien und wurde vom Trainer der Basketball-Hochschulmannschaft als Trainingsspieler ins Aufgebot genommen, nachdem dieser Randall als Teilnehmer einer Sommerliga hatte spielen sehen. Über weitergehende Wettkampferfahrung im Basketball verfügte der 1,90 Meter große Randall zu diesem Zeitpunkt nicht. Seine Hauptaufgabe war, in den Übungseinheiten als Gegenspieler des deutlich größeren Swen Nater (später in der NBA sowie in der ABA) zu fungieren. In den Jahren 1969 und 1970 betreute Randall Basketballspieler des Cypress College als Trainer in Sommerligen. Zudem war er nun Assistenztrainer am Cypress College. Er ging zwischenzeitlich für ein Jahr in den Bundesstaat Iowa und war dort für einen Fahrzeugteilehändler beruflich tätig, ehe er nach Kalifornien zurückkehrte und wieder am Cypress College als Assistenztrainer der Basketballmannschaft beschäftigt war.
1974 übernahm der schwergewichtige Randall, der halbtags in einem Getränkehandel arbeitete, im Rahmen einer Sommerliga in Los Angeles zusätzlich eine Trainertätigkeit und betreute eine Mannschaft mit Profispielern, die mehrheitlich gerade ihre Universitätszeit beendet hatten. 1975 wechselte Randall an die San José State University, war dort in der Saison 1975/76 Assistenztrainer, während er gleichzeitig an der Erlangung eines Hochschulabschlusses im Fach Erdkunde arbeitete.
Er verließ die San José State University nach einem Spieljahr und gehörte danach wieder als Co-Trainer dem Stab des Cypress College an. Ab 1978 zählte dort auch der spätere NBA-Profi Mark Eaton zu den Spielern, mit denen Randall zusammenarbeitete. Im Sommer 1979 nahm Randall das Amt des Cheftrainers beim deutschen Bundesligisten BSC Saturn Köln an. Er führte die Kölner in der Saison 1979/80 zum Gewinn des DBB-Pokals, dem ersten Titel in der Vereinsgeschichte. In der Basketball-Bundesliga erreichte Köln unter Randall den vierten Platz. Zu seiner Mannschaft gehörten in Köln neben anderen sein Landsmann Tyrone Branyan, den er vom Cypress College kannte, Michael Pappert, Klaus Zander, Sebastian Brunnert und Jörg Heidrich.
Nach einer Saison in Köln ging Randall in die Vereinigten Staaten zurück und war bis 1994 wieder als Co-Trainer am Cypress College tätig. Anfang der 1990er Jahre gehörte er an der Hochschule zu den Förderern des späteren Berufsbasketballspielers Eric Pauley.
Randall starb an den Folgen eines Schlaganfalls, nach ihm wurde eine Stiftung benannt, die unter anderem Jugendarbeit mit Hilfe des Basketballsports betrieb, Golf- und Bowlingturniere veranstaltete sowie Jugendliche mit Hochschulstipendien unterstützte.